# گرنژیول
گرنژیول (به لاتین: Grengiols) یک بخش در سوئیس است که در کانتون وله واقع شده‌است. گرنژیول ۴۲۵ نفر جمعیت دارد.